# Addison Powell
Addison Shelburne Powell (* 23. Februar 1921 in Belmont, Massachusetts; † 8. November 2010 in Shelburne, Vermont) war ein US-amerikanischer Schauspieler.

## Leben
Addison Shelburne Powell war der Sohn der beiden Lehrer Kathrene Barnum und Edward Henry Powell. Er studierte an der Boston University und diente während des Zweiten Weltkrieges als Pilot der United States Army Air Forces. Er war auf der Militärbasis nahe East Anglia, England stationiert und flog über 30 Kampfeinsätze mit Boeing B-17-Bombern. Nach dem Krieg schloss er ein Schauspielstudium an der Yale School of Drama ab. Fortan spielte er am Theater, in Fernsehserien und Kinofilmen wie  Thomas Crown ist nicht zu fassen, Die drei Tage des Condor und MacArthur – Held des Pazifik mit.
Am 8. November 2010 starb Powell im Alter von 89 Jahren. Die 1950 geschlossene Ehe mit Bunnie Rowle hielt bis zu ihrem Tod im Jahr 1995. Das Paar hatte drei gemeinsame Kinder. Als Powell verstarb, hinterließ er seine drei Kinder, acht Enkel und einen jüngeren Bruder.

## Filmografie (Auswahl)
- 1959: Engel unter Sündern (The Mating Game)
- 1961: Chefarzt Dr. Pearson (The Young Doctors)
- 1963: Plaisirs d’amour (In the French Style)
- 1963, 1964: Preston & Preston (The Defenders, Fernsehserie, 2 Folgen)
- 1967: Thomas Crown ist nicht zu fassen (The Thomas Crown Affair)
- 1973: Der Mann ohne Vaterland (The Man Without a Country)
- 1975: Die drei Tage des Condor (Three Days of the Condor)
- 1975: Die Re-Inkarnation des Peter Proud (The Reincarnation of Peter Proud)
- 1977: Das Cherry-Street-Fiasko (Contract on Cherry Street)
- 1977: MacArthur – Held des Pazifik (MacArthur)
- 1987: Der Mörder mit dem Rosenkranz (The Rosary Murders)